# 小島屋
株式会社小島屋（こじまや）は、東京都台東区に本社を置くドライフルーツやナッツ類の製造・販売会社である。

## 概説

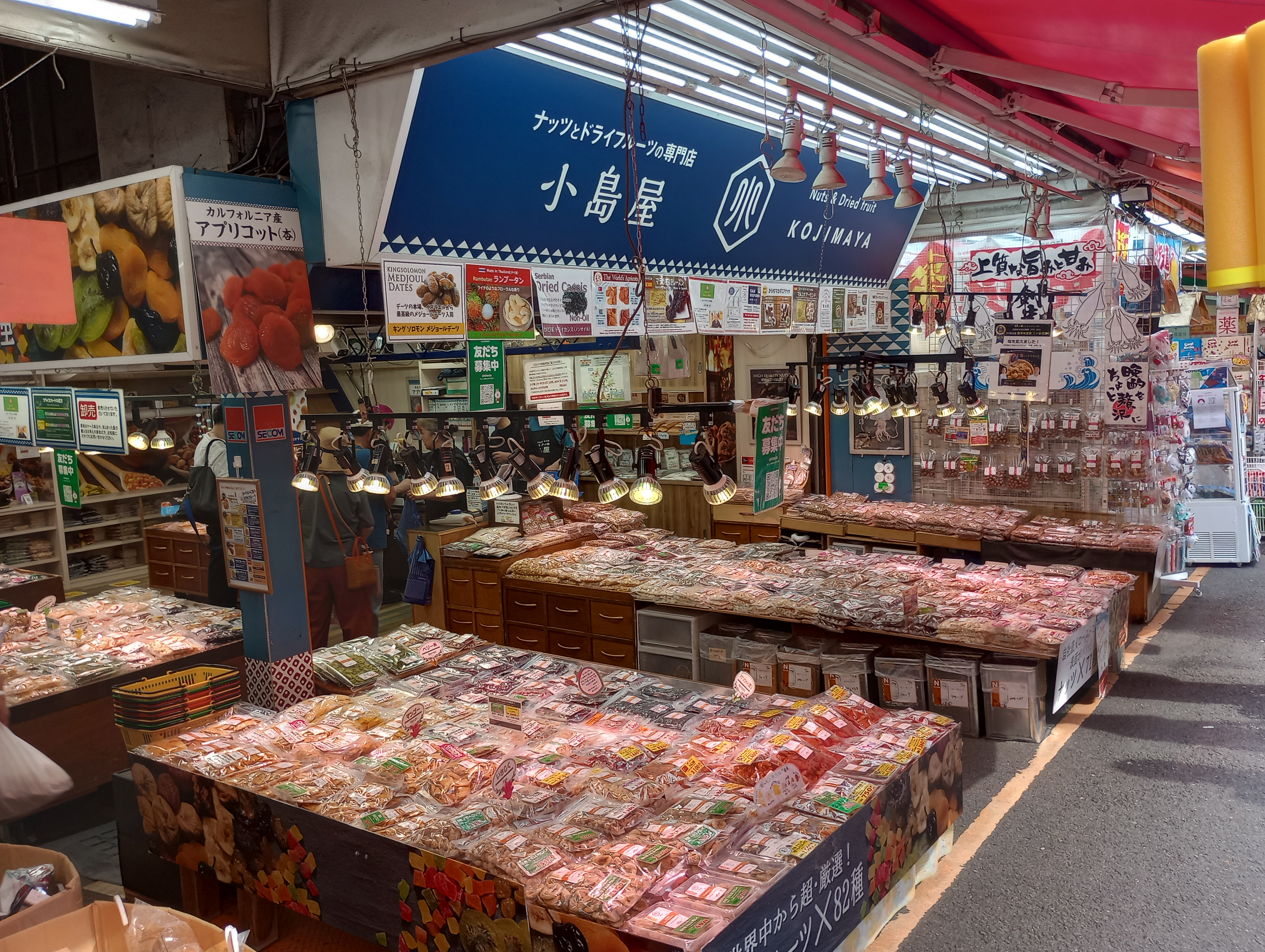
アメヤ横丁の店舗

本社所在地の東京台東区上野のアメヤ横丁（通称：アメ横）に実店舗「ドライフルーツとナッツの小島屋」を展開している他、公式通販サイトを始めとし、楽天市場、Yahooショッピング、アマゾンドットコムを始めとしたインターネットショッピングモールへ出店もしている。取扱商品はドライフルーツ、ナッツやシード（種実類）、するめや貝柱などの海産珍味。創業は1945年、東京都台東区上野にて初代小島正助が甘納豆の製造販売から始まる。甘納豆に使用する砂糖は当時、一般には配給でしか流通しない統制品だった。
1948年の開店当初は千葉県からの行商から仕入れた落花生と海産珍味（おつまみ）を主力商品としていた。その後、アメ横の由来にもなったように、アメリカからの輸入品を取り扱う商社の出入りが多かったことから、輸入品のプルーンとレーズンを取り扱うようになったことでドライフルーツの取り扱いが増加。
3代目店主の小島靖久は『ドライフルーツ王子』の異名を取り、マツコの知らない世界などのメディア出演も多い。※マツコの知らない世界出演当時は専務取締役。
鳥羽周作とは同店のクラウドファンディングをきっかけに親交を深め、2021年8月に鳥羽がレシピを監修したコラボ商品も発表している。
実践女子大学食生活科学科教授：澤山茂に監修と協力し、年齢や性別に合わせた栄養素で配合した『性別年代別ミックスナッツ』を
2020年12月発表している
。
2024年5月24日～26日にかけて開催された第78回日本栄養・食糧学会大会2日目に「ミックスナッツ間食がもたらす更年期障害症状への影響」と題した研究発表を行った。(愛国学園短期大学、広島大学、小島屋との共同研究)

## 沿革
- 1945年（昭和20年）- 創業 東京都台東区上野にて甘納豆の販売を開業
- 1948年（昭和23年）- 実店舗 小島屋を上野アメ横に出店。ナッツ、ドライフルーツ、豆と海産珍味の取り扱いを開始
- 1956年（昭和31年）6月 - 株式会社小島屋 設立。ドライフルーツとナッツの卸小売り業を開始
- 1980年（昭和55年）- ナッツの自家焙煎を開始[2]
- 2004年（平成16年）12月 - ネット通販事業を開始。インターネットショッピングモール「楽天市場店」を出店
- 2006年（平成18年） - インターネットショッピングモール「ヤフーショッピング」出店
- 2009年（平成21年） - インターネットショッピングモール「Amazon.com」出店
- 2010年（平成22年） - 公式通販サイトを開設
- 2021年（令和3年） - インターネットショッピングモール「ドコモの通販サイト-dショッピング」出店

## 受賞歴
- 2014年 - 楽天市場「ショップ・オブ・ザ・イヤー」　スイーツ部門賞受賞[8]
- 2021年 - 第13回全国ネットショップブランプリ、ネットショップ担当者フォーラム賞受賞[9]
- 2021年 - 楽天市場「ショップ・オブ・ザ・イヤー」　サステナブル賞受賞[10]

## メディア
- 2013年6月14日 NHK『グレーテルのかまど』
- 2015年11月26日 FMはなび 『大仙酒っこ倶楽部 -日本酒とドライフルーツのペアリング』
- 2017年7月9月29日 みんなのごはんPowered byぐるなび『「ミックスナッツかさ増し説」は本当か？ アメ横の専門店でナッツの疑問を解消してきた』[11]
- 2019年3月5日 TBS『マツコの知らない世界ｰドライフルーツの世界ｰ』[12]
- 2020年2月20日 テレビ東京『WBS(ワールドビジネスサテライト)-【白熱！ランキング】産地いろいろドライフルーツ[13]-』
- 2020年3月13日 TokyofmTokyo Midtown presents The Lifestyle-第620回-』[14]
- 2020年3月18日 かわさきエフエム『森清華のLife is the journey-キャリアを創ろう、可能性を広げよう[15]-』
- 2021年７月21日 Youtube 『テイストメイドジャパン-【今注目のスーパーフード】アメリカ産ナッツの知られざる魅力[16]-』
- 2021年10月24日 TBS『所さんお届けモノです！- ヘルシーで今話題のドライフルーツ！！世界選手権を開催！！ｰ』[17]
- 2023年1月13日発行 『ドライフルーツとナッツの教科書』3 章 ドライフルーツとナッツビジネスの経営者たち 大学教育出版[18]
- 2023年12月23日 テレビ東京『出没!アド街ック天国-【上野アメ横】』[19]
- 2024年1月5日 テレビ東京『よじごじDays』[20]